# SAIL/ESA
SAIL/ESA（せいるいーえすえー）は日本アイ・ビー・エムが1985年に発表した金融機関向けパッケージ。

## 名称
正式名称は「IMS/ESAオンライン適用業務 開発/運用支援プログラム」(System Development Aid for IMS/ESA On-Line Applications、SAIL/ESA)。当初の名称は「SAIL」だが、IMSが「IMS/ESA」（Enterprise System Architecture対応版）となった後、「SAIL/ESA」となった。

## 概要
SAILは、オンラインシステムの構築、開発、保守、運用を支援する共通制御プログラムであり、金融機関の勘定系システムなどで使用される。
SAILの前提は、OS/390やz/OS用のミドルウェアであるIMSで、IMSのクラスタリング機能であるXRFなども基本設計に組み込まれている。またデータベース管理システムにはIMS-DBの他、DB2も使用できる。
いわゆる業務パッケージではなく、金融機関で必要となる共通の基盤を提供するもので、ユーザーはSAILの提供する取引形態（メッセージ処理）、テーブル、マクロなどを使用して、業務・運用を開発する。開発言語はPL/Iとアセンブラーの他、オプションでCOBOLが使用できる。
IBMはSAILおよび以下のソフトウェアを「金融機関向けDSEバンキングソリューション」と位置付けた。
- CAP-A （Common Application Control Package for Advanced Banking System、アプリケーション運用制御プログラム拡張版）
- TIMES （The InforMation Production Executive System、データベース構築支援プログラム）

## 歴史
- 1985年 SAIL発表[1]
- 1997年11月 SAIL/ESA V3発表（並列環境、連続稼働、チャネル接続の強化）
- 1998年10月 CS/OLA発表（SAILのCOBOLサポート[2]）
- 2000年4月 SAIL/ESA V3.1.1発表[3]

## 採用行
- みずほ銀行[4]
- 三菱UFJ銀行[5]
- Chance地銀共同化システム（三菱UFJ銀行のシステムがベース）
- 八十二銀行
- じゅうだん会（八十二銀行のシステムがベース）